# Здание женского епархиального училища (Смоленск)
Здание женского епархиального училища — памятник архитектуры  в Смоленске, объект культурного наследия регионального значения. Построено в 1901 году. С 1918 года — здание Смоленского университета; в настоящее время известно как старый корпус СмолГУ.

## История

### Здание епархиального училища
Смоленское женское епархиальное училище было образовано при Вознесенском монастыре в 1852 году. Изначально оно располагалось в небольшом здании за монастырём, однако в середине 1880-х годов городская санитарная комиссия признала эту постройку непригодной для размещения учебного заведения и на епархиальном съезде духовенства было принято решение о строительстве нового здания.
Строительство велось с 1895 по 1900 или, по другим источникам, 1901 год. Построенное в стиле эклектики четырёхэтажное здание стало одним из крупнейших в Смоленске того времени. При училище действовала домовая церковь Введения во храм Пресвятой Богородицы.

### Корпус университета

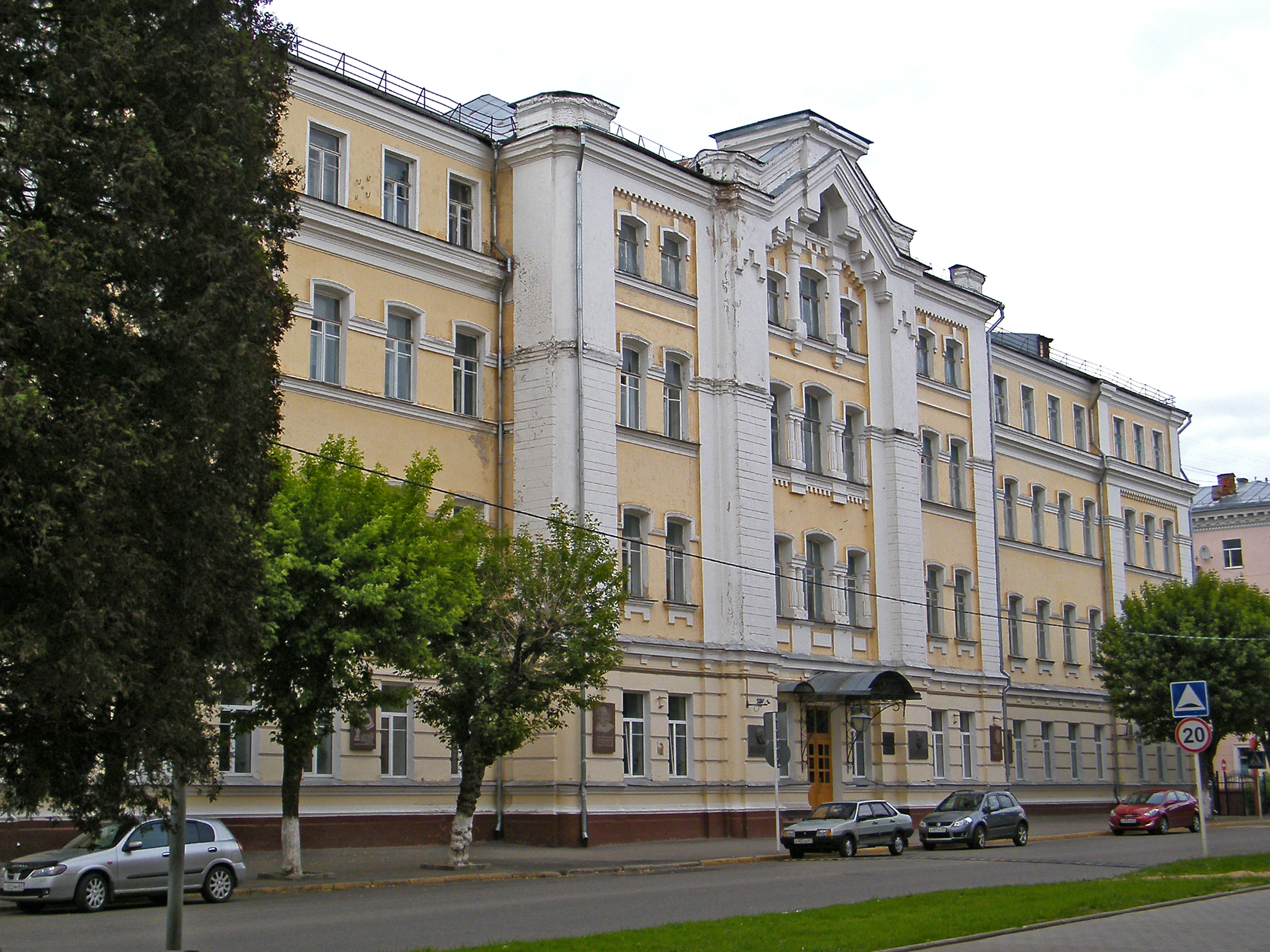
Современный вид здания. 2012 год

После Октябрьской революции епархиальное училище было закрыто, а в его здании разместился созданный 7 ноября 1918 года Смоленский университет. В 1930 году, после реорганизации вуза, в здании училища остался педагогический институт.
В годы Великой Отечественной войны два верхних этажа здания выгорели. В ходе послевоенной реставрации был надстроен четвёртый этаж. Занятия возобновились в ещё недостроенном здании; кроме того, некоторое время в нём жили преподаватели и студенты. Вплоть до 1970 года университетский двор отгораживала от улицы кирпичная стена, за которой во дворе размещались хозяйственные постройки, дома преподавателей, небольшой стадион и ботанический сад (ликвидированный при строительстве нового корпуса).
Новый корпус педагогического института был построен в 1960-х годах. В 1998 году институт был переименован в Смоленский государственный педагогический университет, а в 2005 году стал Смоленским государственным университетом. В настоящее время здание известно как старый корпус СмолГУ. В 2015 году ему был присвоен статус объекта культурного наследия регионального значения.

## Описание
Здание выходит главным южным фасадом на красную линию улицы Пржевальского (ранее Большая Вознесенская и Большая Университетская). Имеет П-образный план; на главном фасаде расположен широкий ризалит, на флангах — более узкие. Средняя часть богато декорированного главного ризалита завершается пологим щипцом с пятиугольным чердачным окном по центру и машикулями под скатами.
На оси главного фасада находится вход, ведущий в вестибюль, за которым проходит П-образный коридор с пологими сводами. Угловые участки коридора перекрыты крестовыми сводами. Широкие марши раздваивающейся лестницы начинаются от арочных проёмов различной ширины, расположенных ярусами. В верхней средней арке сохранилась оригинальная узорная решетка, а в ограждениях лестницы — литые рельефные балясины.